# Parenthese
Parenthese (altgriechisch παρένθεσις parénthesis, deutsch ‚Einschub‘) ist in der Grammatik die Bezeichnung für einen Teil einer Äußerung, der innerhalb eines (anderen) Satzes vorkommt, aber nicht in seine syntaktische Struktur integriert ist. Ebenso bezeichnet der Begriff auch ein rhetorisches Stilmittel, wobei ein Gesamtsatz durch einen Einschub unterbrochen wird. 
Parenthesen können einzelne Wörter sein oder ihrerseits auch vollständige Sätze. Eine Parenthese, die ein ganzer Satz ist, wird in der deutschen Grammatik auch als Schaltsatz bezeichnet.

## Kennzeichnung
Parenthesen müssen in der Schreibung durch Satzzeichen markiert werden. Der Einschub wird meist von Gedankenstrichen umschlossen in den Satz eingefügt oder durch Klammern oder Kommata vom restlichen Satz getrennt – deshalb werden oftmals auch die entsprechenden Zeichen selbst als Parenthese bezeichnet.
Die Satzteile, die eine Parenthese einschließen, werden als Matrixsatz bezeichnet. Ist die Intention der Parenthese von der des Matrixsatzes abweichend, ist beispielsweise die Parenthese eine Frage und der Matrixsatz ein Ausruf, dann wird vor dem abschließenden Komma oder Gedankenstrich zusätzlich das die Intention ausdrückende Satzschlusszeichen gesetzt.

## Beispiele
Die Parenthesen sind unterstrichen:
- „So bitt ich – ein Versehen war’s, weiter nichts – für diese rasche Tat dich um Verzeihung.“ (Heinrich von Kleist: Penthesilea)
- „Das Gute – dieser Satz steht fest – ist stets das Böse, was man läßt!“ (Wilhelm Busch: Die fromme Helene)[3]
- „Eduard – so nennen wir einen reichen Baron im besten Mannesalter – Eduard hatte in seiner Baumschule die schönste Stunde eines Aprilnachmittags zugebracht, um frisch erhaltene Pfropfreiser auf junge Stämme zu bringen.“ (Johann Wolfgang von Goethe: Die Wahlverwandtschaften)
- „Diesbezüglich – das will ich ganz deutlich sagen – mache ich mir erhebliche Sorgen darüber, ob wir – ähnlich koordiniert wie bei den Konjunkturpaketen – zu einer international abgestimmten Exit-Strategie kommen werden.“ (Angela Merkel, Rede vor der internationalen Finanzmarktkonferenz, Berlin, 20. Mai 2010)[4]
- „Gefällt dir hier – sag uns nur! – etwas nicht?“[2]